# Del the Funky Homosapien
Del the Funky Homosapien, ou Del tha Funkee Homosapien, de son vrai nom Teren Delvon Jones, né le 12 août 1972 à Oakland, en Californie, est un rappeur et producteur américain. Souhaitant faire évoluer le son de ses albums, il participe à la constitution du collectif Hieroglyphics avec Souls of Mischief, Domino, Casual, Snupe et Pep Love. Il réside actuellement à Richmond en Californie.

## Biographie
Né à Oakland, en Californie, le 12 août 1972, Jones est le cousin du rappeur Ice Cube ; il se lance dans des travaux d'écriture dans le groupe de ce dernier, Da Lench Mob. En 1991, avec l'aide d'Ice Cube, Del publie son premier album, I Wish My Brother George Was Here, au label Elektra, à 18 ans. L'album, qui atteint les classements musicaux, aux sonorités P-funk, est un succès principalement en raison de la popularité du tube Mistadobalina.
Le deuxième album de Del, No Need for Alarm, est publié en 1994 et ne fait plus participer Ice Cube,. Bien que classé 125e du Billboard 200, et malgré sa noble expérimentation, l'album est un échec commercial et quatre années passeront avant que Del ne publie un nouvel album. Après avoir quitté Elektra, Del s'aligne sur ses amis et rappeurs, Casual et Souls of Mischief, et publie son nouvel album, Future Development en 1998.
Le 11 avril 2000, Both Sides of the Brain, son quatrième album, est publié en parallèle d'autres projets comme Deltron 3030, travail de collaboration avec les artistes Dan « Automator » Nakamura et Kid Koala. Après avoir changé de label, Del poursuit sa carrière solo et continue des collaborations prestigieuses, comme sur le premier album de Gorillaz.
Del publie un LP gratuit intitulé Iller Than Most le 2 janvier 2014. Il le publie sur SoundCloud sous le nom de  Zartan Drednaught COBRA. Il décrit le projet comme « dingue dans les paroles, mais drôle à écouter, rien de super lourd. »

## Discographie

### Albums studio
- 1991 : I Wish My Brother George Was Here
- 1993 : No Need for Alarm
- 1998 : Future Development
- 2000 : Both Sides of the Brain
- 2004 : The Best of Del the Funky Homosapien: The Elektra Years
- 2008 : Eleventh Hour
- 2009 : Funk Man (The Stimulus Package)
- 2009 : Automatik Statik

### Collaborations
- 1993 : Midnight Marauders
- 1996 : Hiero B-Sides (avec les Hieroglyphics)
- 1997 : Hiero Oldies Compilation(avec les Hieroglyphics)
- 1998 : 3rd Eye Vision (avec les Hieroglyphics)
- 1998 : The Repo Man Sings For You (Steal This Album de The Coup)
- 1999 : Magnetizing (So... How's Your Girl? de Handsome Boy Modeling School)
- 2000 : Deltron 3030 (avec Deltron 3030)
- 2001 : Clint Eastwood (avec Gorillaz)
- 2001 : Rock the House  (avec Gorillaz)
- 2001 : If You Must (jeu vidéo Tony Hawk's Pro Skater 3)
- 2003 : Full Circle (avec les Hieroglyphics)
- 2004 : Hiero Imperium Presents the Building(avec les Hieroglyphics)
- 2004 : White People de Handsome Boy Modeling School
- 2004 : Fragments et Preservation (Wu-Tang Meets the Indie Culture avec Aesop Rock)
- 2005 : jeu vidéo Tony Hawk's American Wasteland
- 2007 : Over Time (avec les Hieroglyphics)
- 2008 : At the Helm (avec les Hieroglyphics)
- 2013 : Deltron Event II (avec Deltron 3030)
- 2023 : Captain Chicken (avec Gorillaz)

## Filmographie
- 1993 : Who's the Man? de Ted Demme